# União Nogueirense Futebol Clube
O União Nogueirense Futebol Clube é um clube português sediado em Nogueira, na atual Freguesia de Nogueira e Silva Escura, Município da Maia, Distrito do Porto. O clube foi fundado em 25 de Dezembro de 1933 e o seu atual presidente chama-se Fernando Botelho. Disputa os seus jogos em casa no Estádio Municipal Nogueira da Maia, e na época 2019/2020 disputou a Divisão de Elite da AF Porto após se sagrar campeão da Divisão de Honra da época transacta. O clube notabilizou-se pela sua aposta na formação dos atletas, tornando-se na maior referência do concelho e das melhores do distrito.

## História
O clube foi fundado em 1933. O campo de futebol utilizado pelo clube é o Complexo Municipal de Futebol de Nogueira, situado na freguesia com o mesmo nome.
Uma figura destacada do desporto nacional que passou pelo Nogueirense foi Ilídio Vale, que começou a sua carreira naquele clube, entre 1986 e 1987, e posteriormente foi formador no Futebol Clube do Porto e na seleção portuguesa de sub-20.
Em 5 de Novembro de 2023, o Jornal de Notícias reportou que o capitão da equipa, João Maia, foi homenagedo com uma camisola comemorativa dos duzentos jogos ao serviço do clube, depois de uma vitória contra o Arcozelo, no jogo eliminatório da Taça da Associação de Futebol do Porto. Esta foi a décima oitava época do jogador ao serviço da União Nogueirense Futebol Clube, das quais oito foi como sénior.
Em 26 de Fevereiro de 2024, o Jornal de Notícias informou que o Clube Desportivo Feirense iria fazer queixa à Federação Portuguesa de Futebol devido a supostas agressões num jogo de sub-19 contra o Nogueirense, tendo afirmado que durante o jogo tinham sido agredidos «a nossa equipa técnica de Sub-19 e alguns pais dos nossos atletas, ontem, no Estádio do União Nogueirense FC, em jogo a contar para II Divisão Nacional», acrescentado que «foi, precisamente, um destes, como facilmente se comprova pelos vídeos, a provocar os nossos adeptos e atletas, com gestos obscenos e a agredir o nosso treinador principal João Almeida, no terreno de jogo, junto ao banco de suplentes, com a partida a decorrer. É inadmissível e inexplicável o comportamento de quem deve promover a segurança no evento desportivo, tendo sido o catalisador para os desacatos na bancada». Em resposta, o Nogueirense rejeitou a interpretação do vídeo pelo Feirense como uma forma de «confundir a opinião pública», e realçou que o confronto não tinha sido entre atletas, mas «entre adeptos, de atletas do Feirense para com os adeptos do Nogueirense, e entre um elemento PCS (ponto de contacto com a segurança) do clube, factos que ocorreram apenas e só aos 92 minutos de jogo, aquando do 4º golo do União Nogueirense FC, estabelecendo o 4-2», acrescentando que «o próprio vídeo editado e publicado pelo Feirense, é claro e explícito sobre quem iniciou nas bancadas as tentativas de agressão, após o golo sofrido», e concluindo que « União Nogueirense FC já participou às autoridades competentes e apresentou as devidas queixas, com todas as provas não editadas e espera que todos os que provocaram e efetivaram desacatos sejam punidos, assim como iremos intentar ações contra quem tentar denegrir ou difamar a imagem imaculada do nosso clube e atletas, escamoteando o mérito desportivo».
Em 19 de Outubro de 2024, o Jornal de Notícias reportou que na sétima jornada estava na liderança da Liga Pro, da Associação de Futebol do Porto, tinha uma das melhores defesas, com apenas quatro golos sofridos, e um jogador destacado, Yesid Valbuena, com seis golos apontados. O então presidente do Nogueirense, Ângelo Coelho, comentou ao Jornal de Notícias que «se calhar não tínhamos a expetativa do que nos está a acontecer, mas acreditamos desde sempre no que fazemos. Temos uma base forte, jogadores de valor, acreditamos na equipa técnica e no trabalho. Temos muita disciplina, regras e tudo isso ajuda a que o sucesso apareça».